# Pinus torreyana
Pinus torreyana (Сосна Торрея) — вид дерев роду сосна родини соснових.

## Етимологія
Сосна названа на честь відомого американського ботаніка Джона Торрі, на честь якого також названий рід хвойних «Торрея».

## Морфологічна характеристика

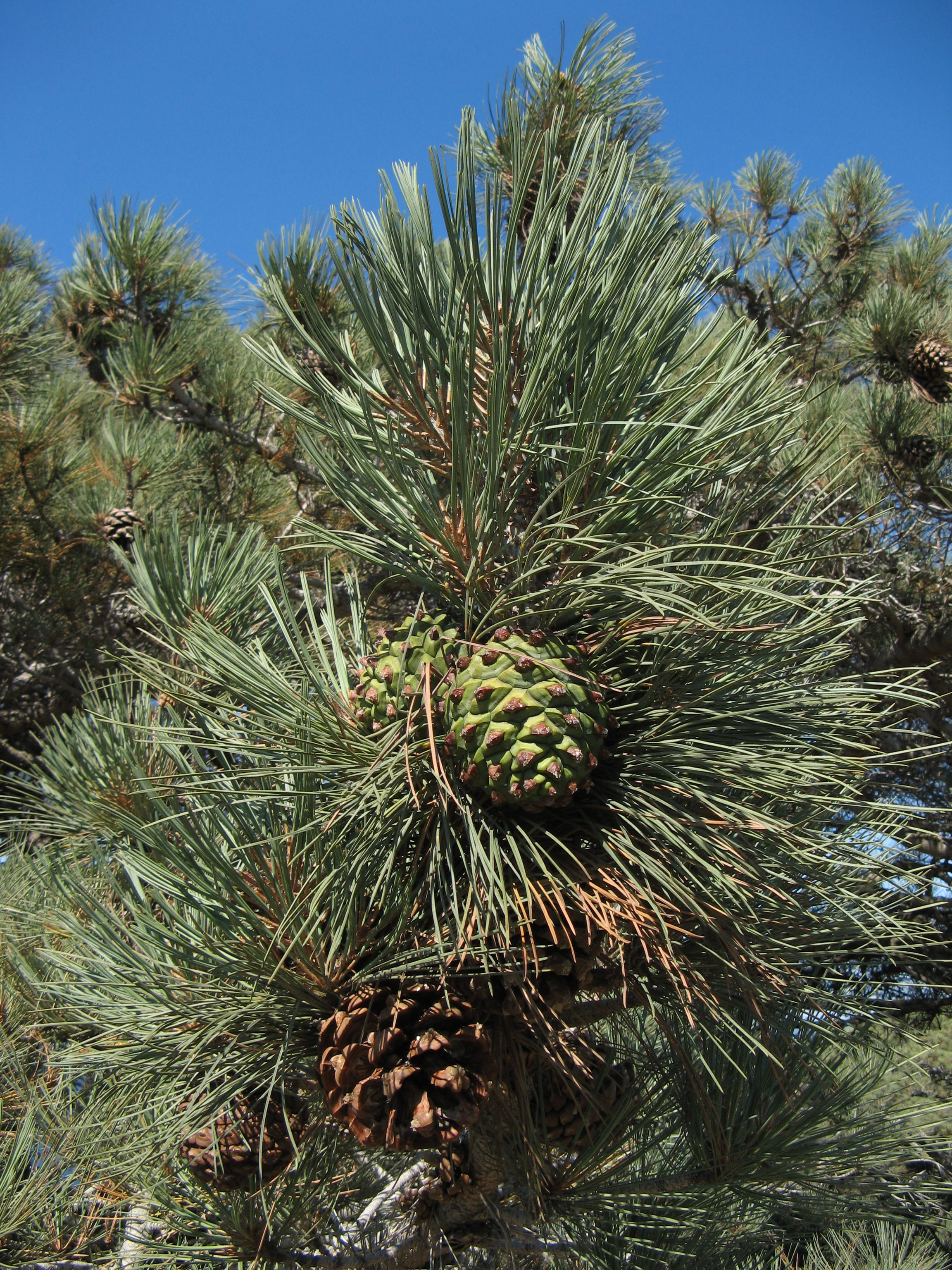
Гілка Сосни Торрея, з хвоєю та шишками

Pinus torreyana являє собою широку, відкриту, увінчану сосну яка росте до 8-15 метрів, з 25-30 сантиметрів довжиною хвої в групі по п'ять в пучку. Шишки товсті і важкі, як правило, 8-15 см в довжину, і містять великі, твердою оболонкою, але їстівні, кедрові горіхи.

## Поширення
Країни зростання:
США (Каліфорнія)

## Середовище існування
У звичному середовищі існування Pinus torreyana знаходиться в прибережній спільноті чагарників рослини шавлія, росте повільно, в сухому піщаному ґрунті. Коренева система досить велика. Крихітна розсада може швидко відправити стрижневий корінь знизившись на 60 сантиметрів шукає вологу і поживні речовини. Доросле дерево може мати коріння розширення до 75 метрів. Відкриті дерева потерпають від прибережних вітрів.

## Використання

### Харчування
Кедрові горіхи є важливою їжею для Kumeyaay племені американських індіанців.

### Лісове господарство
Pinus torreyana в даний час перевіряється в посадці дерев для використання в лісовому господарстві в Австралії, Новій Зеландії та Кенії.